# Calamiteitengraf
Een calamiteitengraf is een kelderruimte waar onbekende overledenen, ook wel aangeduid als NN'ers, worden begraven. Een dergelijk graf heeft het voordeel dat, als zich alsnog nabestaanden melden, het stoffelijk overschot niet meer opgegraven hoeft te worden.
Op 15 september 2008 werd in de Nederlandse gemeente Stein het eerste calamiteitengraf in Limburg in gebruik genomen, door er een man in te leggen die in 1995 aanspoelde op de oever van de Maas in Stein.